# Xavier Darcos
Pour les articles homonymes, voir Darcos.
Xavier Darcos (prononcé en français : [gzavje daʁkɔs]), né le 14 juillet 1947 à Limoges (Haute-Vienne), est un latiniste, haut fonctionnaire, homme de lettres, diplomate, homme politique et académicien français.
Maire de Périgueux entre 1997 et 2008, sénateur de 1998 à 2002 et conseiller régional d’Aquitaine de 2004 à 2015, il occupe à partir de 2002 plusieurs fonctions ministérielles. Il est ministre délégué à l'Enseignement scolaire puis, à partir de 2004, ministre délégué à la Coopération, au Développement et à la Francophonie dans les gouvernements Jean-Pierre Raffarin.
En 2007, il est nommé ministre de l'Éducation nationale dans le premier gouvernement de François Fillon, puis devient en 2009 ministre du Travail, des Relations sociales, de la Famille, de la Solidarité et de la Ville. Il quitte le gouvernement en 2010.
Représentant permanent de la France auprès de l'OCDE de 2005 à 2007, il est « ambassadeur pour la politique culturelle extérieure de la France » et, à ce titre, président exécutif de l'Institut français de juin 2010 à février 2015. De 2015 à 2017, il est « ambassadeur pour le rayonnement du français à l'étranger ».
Membre depuis 2006 de l'Académie des sciences morales et politiques, dont il est le secrétaire perpétuel de 2010 à 2016, il est élu à l'Académie française en juin 2013. Depuis le 1er janvier 2018, il est chancelier de l'Institut de France.
En avril 2024, il est condamné à trois ans d’inéligibilité dans le cadre d'une affaire de prise illégale d'intérêts.

## Biographie

### Origines et vie familiale
Xavier Darcos est le fils d'un trésorier-payeur général originaire du Bazadais, Jean-Gabriel Darcos, cité à titre posthume parmi les Gardiens de la vie au mémorial de la Shoah.
Veuf de Marie-Lys Beaudry, avec laquelle il a eu deux enfants, Xavier Darcos a épousé, en secondes noces, le 10 avril 1999, Laure Driant (arrière-petite-fille du colonel Émile Driant et descendante du général Boulanger), dont il a eu un fils, Gabriel. Après avoir collaboré avec Xavier Darcos lorsqu'il était sénateur et ministre, elle est devenue femme politique, conseillère départementale et sénatrice de l'Essonne. Xavier Darcos est un catholique pratiquant,.

### Études et carrière universitaire
Après des études au lycée Bertran-de-Born de Périgueux et à l'université de Bordeaux, il est reçu à l'agrégation de lettres classiques. Il enseigne à partir de 1968, une année au collège, puis dans le même établissement en terminale littéraire à l'ensemble scolaire privé catholique Saint Joseph de Périgueux et en classes préparatoires au lycée Laure-Gatet de Périgueux.
Après avoir obtenu en 1981 un doctorat de troisième cycle en lettres et sciences humaines (études latines) à l'université de Bordeaux, il enseigne en classe de première supérieure au lycée Michel-Montaigne à Bordeaux de 1982 à 1987, puis, nommé professeur de chaire supérieure, il est affecté en première supérieure (en khâgne) au lycée Louis-le-Grand à Paris, où il reste jusqu'en 1992.
En 1992, il devient inspecteur général de l’Éducation nationale.
De 1993 à 1995, il est directeur de cabinet du ministre de l’Éducation nationale, François Bayrou.
En 1995, il soutient à l'université de Reims sa thèse de doctorat, dirigée par le professeur Jean-Pierre Néraudau, sur le sentiment de la mort chez Ovide, dont une version abrégée est éditée en 2009 aux PUF (voir ci-dessous). Ainsi a-t-il écrit la préface du Liber amicorum : mélanges sur la littérature antique et moderne à la mémoire de Jean-Pierre Néraudau.
Il devient ensuite doyen de l’inspection générale de l’Éducation nationale de 1995 à 1998, et occupe un poste de professeur associé de littérature comparée à l’université Paris IV-Sorbonne de 1996 à 1999, fonction qu'il retrouvera entre 2005 et 2007.
Sa spécialité universitaire est le thème ovidien de la mort, vu comme une image de l'évolution des mentalités religieuses au tournant du millénaire.

### Débuts en politique
Xavier Darcos s'est d'abord fait connaître par des responsabilités dans des fondations musicales (il est lui-même organiste amateur) et en présidant notamment l'Adam 24 (« Ass. pour le développement et l'animation de la musique en Dordogne »), de 1972 à 1980. C'est à ce titre qu'il est longtemps membre du Conseil économique et social d'Aquitaine (1975-1995). En 1969, il est lauréat de la Fondation de l'avenir–Sylvain Floirat, récompensant son action en faveur de la restauration des orgues en Périgord.
Après avoir très tôt assumé divers mandats locaux, notamment celui d'adjoint au maire de Périgueux chargé de la culture depuis 1989, Xavier Darcos entame une carrière politique nationale en entrant au cabinet du ministre de l'Éducation nationale, François Bayrou, comme conseiller en 1993 puis directeur de cabinet de 1994 à 1995. Il est ensuite conseiller pour l'éducation et la culture d'Alain Juppé, Premier ministre de 1995 à 1997.
En janvier 1997, à la suite de la nomination du maire de Périgueux, Yves Guéna, au Conseil constitutionnel, il est élu maire en séance du conseil municipal par 32 voix contre 7. En mars 2001, il est réélu, au suffrage universel cette fois, au premier tour des élections municipales avec 59,7 % des voix face au socialiste Michel Moyrand.
Élu sénateur de la Dordogne en 1998, il devient en 2001 vice-président de la commission sénatoriale des Affaires culturelles.

### Ministre délégué sous Jacques Chirac
En mai 2002, il est nommé ministre délégué à l'Enseignement scolaire, auprès de Luc Ferry, dans le gouvernement de Jean-Pierre Raffarin. Il cède alors son siège de sénateur à Dominique Mortemousque et son fauteuil de maire à son premier adjoint, Jean-Paul Daudou.
Au premier tour des élections régionales de 2004 en Aquitaine, sa liste obtient 18,40 % des voix. Au second tour, sa liste UMP fusionne avec la liste UDF de François Bayrou mais n'obtient que 33,46 % des voix, largement battue par la liste du président sortant de la région Alain Rousset.
Par la suite, il est ministre délégué au Développement, à la Coopération et à la Francophonie, auprès du ministre des Affaires étrangères Michel Barnier, de mars 2004 à mai 2005.
Il n'est pas reconduit après la démission du gouvernement Jean-Pierre Raffarin le 31 mai 2005 et l'arrivée de Dominique de Villepin à Matignon. Il est aussitôt nommé ambassadeur, représentant permanent de la France auprès de l'OCDE, fonction qu'il occupe jusqu'à son retour au gouvernement. Il redevient également maire de Périgueux le 17 septembre 2005, après un vote du conseil municipal.

### Ministre de l'Éducation nationale

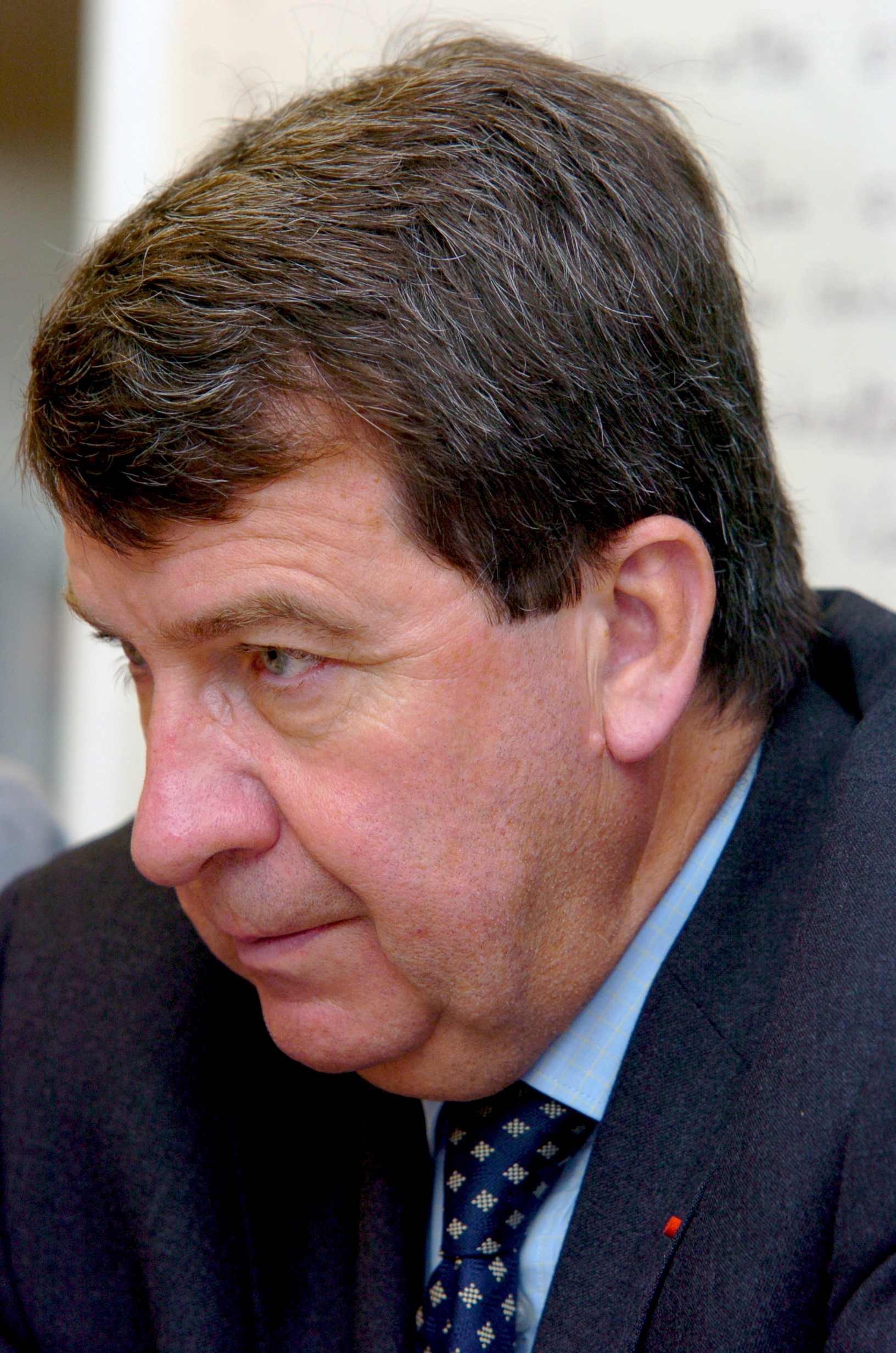
Xavier Darcos, ministre de l’Éducation nationale, le 1er octobre 2008 à Paris.

Le 18 mai 2007, Xavier Darcos est nommé ministre de l’Éducation nationale dans le premier gouvernement de François Fillon, sous la présidence de Nicolas Sarkozy. Il est reconduit dans le gouvernement Fillon II le 19 juin 2007.
À ce poste, il s'érige d'abord en « protecteur des enseignants », selon Le Monde, en plaçant ses projets sous le signe de la concertation et en intervenant auprès de Bercy pour limiter les suppressions de postes en 2008. Le ministre annonce finalement la suppression de 11 200 postes, mesure qui s'accompagne d'un encouragement massif à recourir aux heures supplémentaires.
À l'école primaire, il décide de la suppression des cours du samedi matin, instituant la semaine de 4 jours (ou de 4 jours et demi), et instaure des nouveaux programmes scolaires pour la rentrée de septembre 2008. Il poursuit également la généralisation des dispositifs de soutien gratuits tels que les stages de remise à niveau pendant les vacances scolaires.
Dans la même ligne, il met en place un « accompagnement éducatif » dans les collèges à partir de 17 heures.
Au second tour des élections municipales de 2008 à Périgueux, sa liste « La ville devant soi » est devancée (de 113 voix) par la liste de gauche de Michel Moyrand qui obtient 50,12 % des voix. Élu conseiller municipal d'opposition, il démissionne peu de temps après, renonçant à siéger au sein du conseil municipal.
Il annonce la suppression de 13 500 postes dans l'Éducation nationale pour 2009 et, face à un mouvement lycéen, présente un projet de réforme des lycées entraînant la restructuration de la classe de seconde en un tronc commun de 21 heures avec 6 heures de « modules » et 3 heures d'accompagnement personnalisé, répartis sur deux semestres. Ce projet prévoit également la disparition des filières L, S et ES en première et en terminale et la mise en place d'un tronc commun de cinq matières (dont seraient absentes l'histoire-géographie et les mathématiques) accompagnées de quatre « dominantes » (humanités et arts, sciences, sciences de la société, technologie). Les matières du tronc commun seraient évaluées lors d'épreuves finales et les dominantes par un contrôle continu. Mais les lycées craignant que le nombre de dominantes ne dépende du budget de l'établissement et à la suite d'un mouvement de blocage national des lycéens, cette fois soutenu par les enseignants, cette réforme est reportée le 15 décembre 2008 puis retirée.

### Ministre du Travail et des Relations sociales
Le 23 juin 2009, Xavier Darcos est nommé ministre du Travail, des Relations sociales, de la Famille, de la Solidarité et de la Ville.
Seul candidat à la primaire UMP pour la tête de liste aux élections régionales de 2010 en Aquitaine, il est désigné par les militants, obtenant 4 029 voix (participation : 31,77 %) le 22 mars 2009. Le second tour des élections régionales de 2010 en Aquitaine a pour configuration une triangulaire : PS (liste Alain Rousset), UMP (liste Xavier Darcos), MoDem (liste Jean Lassalle). Xavier Darcos (28,01 % des voix) est largement devancé par la liste d'Alain Rousset (56,34 %), le président sortant socialiste. Au lendemain du second tour, lors d'un remaniement ministériel, il quitte le ministère du Travail au profit d'Éric Woerth.
Pressenti pour succéder à la présidence de l'établissement public du musée et du domaine national de Versailles à Jean-Jacques Aillagon, finalement reconduit, il est nommé, le 9 juin 2010, « ambassadeur en mission pour la politique culturelle extérieure de la France », et prend à ce titre la tête de l'Institut français, qui remplace Culturesfrance depuis le 1er janvier 2011,. En février 2015, il devient « ambassadeur pour le rayonnement du français à l’étranger ».

### Membre de l'Institut de France
Xavier Darcos est l’auteur d’une vingtaine d’ouvrages, parmi lesquels figurent une Histoire de la littérature française ainsi qu’une Anthologie historique de la poésie française,.
Depuis juin 2006, il est membre de l'Académie des sciences morales et politiques (section morale et sociologie), succédant à Bruno Neveu. Il est secrétaire perpétuel de l'Académie pour la période 2011-2016 (mandat non renouvelable).
Il est élu à l'Académie française le 13 juin 2013, au fauteuil de Pierre-Jean Remy,. Il y est reçu le 12 février 2015 par Jean-Loup Dabadie.
Son épée d'académicien lui est remise le 1er octobre 2014 par Pierre Nora au quai d'Orsay. Créée par le joaillier parisien Lorenz Bäumer, l'épée est conçue comme une allégorie du bassin d'Arcachon, au sommet de laquelle se trouve le lion d'Aquitaine. La pointe du fourreau est un tuyau d'orgue rappelant sa passion pour l'opéra. La garde et la poignée forment une plume qui ondule, ponctuée de deux citations — l'une en latin, « Per aspera ad astra », et l'autre mélangeant du latin et de l'anglais, « Tibi or not to be » — et de noms d'auteurs sur lesquels Xavier Darcos a écrit : Ovide, Tacite, Prosper Mérimée et Oscar Wilde.
Le 11 décembre 2017, il est élu par la commission administrative centrale de l'Institut de France (qui regroupe les cinq académies) chancelier de l'Institut de France pour un mandat de trois ans ; il prend ses fonctions le 1er janvier 2018. Il est réélu le 14 décembre 2020 puis le 5 décembre 2023,.

### Affaires judiciaires
En 1982, Xavier Darcos enseigne au lycée Laure-Gatet de Périgueux et siège parallèlement à la commission académique qui choisissait les sujets des examens du baccalauréat. Quelques jours avant l'épreuve, il soumet à ses élèves un sujet voisin de l'un des sujets proposés aux candidats. Il est inculpé et cité à comparaître le 30 mai 1983 devant le tribunal de grande instance de Périgueux mais est relaxé, le tribunal estimant que le choix de ce sujet n'était pas certain. L’examen est néanmoins annulé pour l'ensemble des candidats de la ville et ils sont de nouveau convoqués en octobre 1982,.
Xavier Darcos est condamné en avril 2024 à un an de prison avec sursis pour prise illégale d'intérêts, pour avoir recruté en tant que chancelier de l'Institut de France un associé d'affaires. Il reconnaît les faits, ce qui lui permet de bénéficier d'une comparution sur reconnaissance préalable de culpabilité. Il est également condamné à trois ans d'inéligibilité mais peut néanmoins rester chancelier de l'Institut de France.

## Détail des mandats et fonctions

### Au gouvernement
- 7 mai 2002 – 30 mars 2004 : ministre délégué à l'Enseignement scolaire, auprès du ministre de la Jeunesse, de l'Éducation nationale et de la Recherche.
- 31 mars 2004 – 31 mai 2005 : ministre délégué à la Coopération, au Développement et à la Francophonie, auprès du ministre des Affaires étrangères.
- 18 mai 2007 – 23 juin 2009 : ministre de l’Éducation nationale.
- 23 juin 2009 – 22 mars 2010 : ministre du Travail, des Relations sociales, de la Famille, de la Solidarité et de la Ville.

### Au Sénat
- 1er octobre 1998 – 7 juin 2002 : sénateur de la Dordogne (rattaché au groupe RPR au Sénat).

### Au niveau local
- 1978-1994 : membre du Conseil économique et social régional, désigné par les associations culturelles en Aquitaine.
- 1989-1997 : adjoint au maire de Périgueux, chargé de la culture.
- 1997-2002 : maire de Périgueux (Dordogne).
- janvier 1997 – juillet 2001 : président du district du Grand Périgueux, puis de la communauté d'agglomération périgourdine (CAP).
- 2002-2005 : premier adjoint au maire de Périgueux.
- 28 mars 2004 – 18 décembre 2015 : conseiller régional d'Aquitaine.
- 17 septembre 2005 – 16 mars 2008 : maire de Périgueux.

### Fonctions politiques
- Secrétaire national chargé de la culture (de mars 2006 à novembre 2010).
- Vice-président de la commission sénatoriale des Affaires culturelles (2000-2002).
- Vice-président de la délégation sénatoriale pour les droits des femmes (1998-2002).

### Autres fonctions
- Président de la Fondation Sanofi-Espoir (2014-2019).
- Membre de l'Académie des sciences d'outre-mer (2017)[35].
- Membre de la commission pour l'Éducation, la science et la culture à l'UNESCO.
- Ancien président du groupe d'amitié France-Afrique de l'Ouest.
- Membre d'honneur de l'Observatoire du patrimoine religieux[36].
- Membre d'honneur de l'Académie nationale des sciences, belles-lettres et arts de Bordeaux[37].
- Membre du Club des Cent[38].
- Membre du Siècle (et de son conseil d'administration de 2011 à 2015).
- Président de Défense de la langue française (depuis 2016)[39].
- Membre de l'Académie du vin de Bordeaux (président du Prix Montaigne depuis 2019)[40].

## Synthèse des résultats électoraux

### Élections sénatoriales
| Année | Parti | Parti | Circonscription | 1er tour | 1er tour | 1er tour | 2d tour | 2d tour | 2d tour | Issue |
| Année | Parti | Parti | Circonscription | Voix     | %        | Rang     | Voix    | %       | Rang    | Issue |
| ----- | ----- | ----- | --------------- | -------- | -------- | -------- | ------- | ------- | ------- | ----- |
| 1998  |       | RPR   | Dordogne        | 607      | 47,35    | 1er      | 660     | 51,56   | 1er     | Élu   |

### Élections régionales
Les résultats ci-dessous concernent uniquement les élections où il est tête de liste.
| Année | Parti   | Parti | Région    | 1er tour | 1er tour | 1er tour | 2d tour | 2d tour | 2d tour | Sièges obtenus |
| Année | Parti   | Parti | Région    | Voix     | %        | Rang     | Voix    | %       | Rang    | Sièges obtenus |
| ----- | ------- | ----- | --------- | -------- | -------- | -------- | ------- | ------- | ------- | -------------- |
| 2004  |         | UMP   | Aquitaine | 247 232  | 18,40    | 2e       | 469 386 | 33,46   | 2e      | 21 / 85        |
| 2010  | 238 367 | UMP   | Aquitaine | 22,05    | 2e       | 320 137  | 28,01   | 2e      | 17 / 85 |                |

### Élections municipales
Les résultats ci-dessous concernent uniquement les élections où il est tête de liste.
| Année | Parti | Parti | Commune   | 1er tour | 1er tour | 1er tour | 2d tour | 2d tour | 2d tour | Sièges obtenus |
| Année | Parti | Parti | Commune   | Voix     | %        | Rang     | Voix    | %       | Rang    | Sièges obtenus |
| ----- | ----- | ----- | --------- | -------- | -------- | -------- | ------- | ------- | ------- | -------------- |
| 2001  |       | RPR   | Périgueux | 6 638    | 59,73    | 1er      |         |         |         | 32 / 39        |
| 2008  |       | UMP   | Périgueux | 5 580    | 45,25    | 2e       | 6 628   | 49,58   | 2e      | 9 / 39         |

## Décorations
- Grand officier de la Légion d'honneur (décret du 1er janvier 2019)[46]. Commandeur par décret du 22 avril 2011[47].
- Officier de l'ordre national du Mérite
- Commandeur de l'ordre des Palmes académiques
- Commandeur de l'ordre des Arts et des Lettres (arrêté du 16 janvier 2014[48])
- Commandeur de l'ordre du Mérite de la République italienne (2 juin 2015)[49].
- Grand officier de l'ordre du Ouissam alaouite (Maroc).
- Médaille taïwanaise de la Culture (3 février 2020)[50].

## Publications

### Participation à des ouvrages collectifs
- La littérature française du 20e siècle lue de l'étranger, Presses Universitaires du Septentrion, 2011.
- Dictionnaire des mythes féminins, Brunel, P., & Mancier, F. (2002).
- Atlas de l'influence française du XXI° siècle, Foucher, M., Institut Français/Robert Laffont, 2013,  (ISBN 978-2221138359).

### Direction et corédaction de manuels scolaires
- Le XIXe siècle en littérature, Hachette, 1986 (en coll.)
- Le XVIIIe siècle en littérature, Hachette, 1986 (en coll.)
- Le XVIIe siècle en littérature, Hachette, 1987 (en coll.)
- Le Moyen Âge et le XVIe siècle en littérature, Hachette, 1987 (en coll.)
- Le XXe siècle en littérature, Hachette, 1989 (en coll.)
- Essais et textes littéraires, 2 tomes, Pretini Editore, Roma, 1993

### Essais et ouvrages
- Candide, Hachette, 1989 (nombreuses rééd.)
- Zadig, Hachette, 1990 (nombreuses rééd.)
- Phèdre, Hachette, 1991 (nombreuses rééd.)
- Visiter Périgueux, Sud-Ouest, 2000 (nombreuses rééd.)
- L'Orgue de l'église de la Cité, à Périgueux, Fanlac, 1989
- Histoire de la littérature française, Hachette, 1992 (nombreuses rééd., 20e en 2011)
- Prosper Mérimée, Flammarion, 1998 (Prix France Télévisions 1998) (ISBN 978-2-0806-7276-6)
- L’Art d’apprendre à ignorer, Plon, 2000  (ISBN 2-259-19349-8)
- Mérimée, amateur et prophète, Connaissance des Arts, 2003
- Lettre à tous ceux qui aiment l'école, avec L. Ferry et C. Haigneré, éditions Odile Jacob, 2003
- Mérimée, La Table ronde, 2004  (ISBN 2710326663)
- Deux voix pour une école, avec Philippe Meirieu, Desclée de Brouwer, 2003 ; rééd. 2007  (ISBN 9-782220-053707)
- L’École de Jules Ferry (1880-1905), Hachette, 2005 (Prix Louis Pauwels 2006) (ISBN 9-782012-357204)
- Peut-on faire confiance aux historiens ?, en coll., PUF, 2006
- L’État et les Églises, éditions Odile Jacob, 2006  (ISBN 2-7381-1817-8)
- Tacite : ses vérités sont les nôtres, Plon, 2007  (ISBN 978-2-259-20261-9)
- Bruno Neveu (1936-2004), Institut de France, 2007
- La escuela republicana en Francia, Prensas universitarias de Zaragoza, 2008  (ISBN 978-84-92521-38-8)
- René Haby par lui-même, en coll., INRP, 2009,  (ISBN 2-7342-1100-9)
- L'école forme-t-elle encore des citoyens ?, avec Aurélie Filippetti, Forum Libération de Grenoble, sur CD audio chez Frémeaux & Associés, 2008
- Peut-on améliorer l'école sans dépenser plus ?, avec Vincent Peillon, Magnard, 2009  (ISBN 978-2210747852)
- Ovide et la mort, PUF, Coll. « Hors collection », 2009  (ISBN 978-2-13-057818-5)
- Une anthologie historique de la poésie française, PUF, coll. « Hors collection », 2010  (ISBN 978-2-13-058506-0)
- Dictionnaire amoureux de la Rome antique, Plon, 2011  (ISBN 978-2-2592-1245-8)
- La Poésie française, Eyrolles, coll. « Mes passions », 2012  (ISBN 978-2-212-55533-2)
- Histoire de la littérature française, Hachette, 2013  (ISBN 978-2-01-160932-8)
- Oscar a toujours raison, Plon, 2013  (ISBN 978-2-259-21069-0)
- Auguste et son siècle, Artlys, 2014,  (ISBN 978-2-85495-578-1)
- Jean-Pierre Angrémy, dit Pierre-Jean Remy, Institut de France, 2015
- Dictionnaire amoureux de l'École, Plon, 2016,  (ISBN 978-2-259-227599)
- Virgile, notre vigie, Fayard, 2017,  (ISBN 978-2-213-70457-9)
- Dictionnaire amoureux de la Rome antique, nouvelle version, en format poche, Perrin, coll. Tempus, 2018  (ISBN 978-2-262-07696-2)
- Histoire de la littérature française, nouvelle édition complétée, actualisée et remise à jour, Hachette, 2019,  (ISBN 9-782017-082637)
- Ovide. Désirer, renaître, survivre, Fayard, 2020,  (ISBN 9-782213-712987)
- Trois jours et trois nuits, en coll., Fayard, 2021,  (ISBN 9-782260055235)
- Discours de réception à l'Académie française de M. Serra et réponse de X. Darcos, Grasset, 2022,  (ISBN 9-782246832829)
- Tacite, ses vérités sont les nôtres, nouvelle édition complétée et actualisée, Les Belles Lettres, 2024,  (ISBN 9-782251-455228)
- François Guizot, historien, philosophe, homme d’État, Calmann Levy, 2024

### Préfaces
- Liber amicorum. Mélanges à la mémoire de Jean-Pierre Néraudau, Honoré Champion, 2005,  (ISBN 9-782745-311450)
- L'Europe en poésie, de l'école au lycée, SCEREN, 2008,  (ISBN 978-2-240-02701-6)
- La langue française et la Méditerranée, CNDP, 2010,  (ISBN 978-2-240-03043-6)
- La littérature française du 20e siècle lue à l'étranger, Presses universitaires du Septentrion, 2011,  (ISBN 978-2-757-402078)
- Le handicap, une chance pour l'école, de J.-Christophe Parisot, Desclée De Brouwer, 2011,  (ISBN 978-2220059846)
- Présence française dans le monde : l'action culturelle et scientifique, La Documentation française, coll. Les Études, 2011
- La diplomatie culturelle, un siècle d'inventions françaises, INA & Institut français, 2011
- Cuisine et cinéma, Alain Bernard, La Lauze,  (ISBN 978-2912032454), 2012
- French scientific and cultural diplomacy, Liverpool University Press,  (ISBN 978-1846318658), 2013
- Où vont nos nuits perdues et autres poèmes d'Alain Duault, Poésie/Gallimard, 2015,  (ISBN 9 7-820-7046750-1)
- Les abats en majesté, de Guy Jost & Dick Motte, Éditions France Livres, 2016,  (ISBN 9-782368-660041)
- L'Écume des mots, Terra Mare éditions, 2016  (ISBN 9-782918-677437)
- Rire avec les Anciens, textes réunis par Danielle Jouanna, Les Belles Lettres, 2016,  (ISBN 2-251-03026-3)
- Éduquer par le cinéma, de Soazig de La Moissonnière, Le Centurion, 2018,  (ISBN 979-10-92801-45-3)
- Correspondance et magistère : le plaidoyer épistolier, Travaux de littérature, t. XXX, publiés par l'Adirel, Droz, 2018,  (ISBN 979-10-90455-05-4)
- Guerre aux démolisseurs. Victor Hugo et la défense du patrimoine, Silvana Editoriale, 2018,  (ISBN 978-8836638703)
- La villa Kérylos, Éditions du patrimoine, collection Regards, 2019,  (ISBN 9 78275-7705230)
- Le Livre & la Mort (XIVe – XVIIIe siècles), Bibliothèque Mazarine et Éditions des Cendres, 2019,  (ISBN 979-10-90853-13-3)
- L’Institut de France, Connaissance des Arts, 800e numéro, 2022,  (ISBN 9 78275-8010302)
- À l'immortalité de Voltaire, cent-quarante-septième et dernier volume des Œuvres complètes, Voltaire Foundation, Oxford, 2022,  (ISBN 978-07294-1229-2)
- Le Lys dans la vallée, fac-similé du manuscrit de Balzac, Éditions des Saints Pères, 2022,  (ISBN 9791095457657)